# Liste der Kulturdenkmale in Felm
In der Liste der Kulturdenkmale in Felm sind alle Kulturdenkmale der schleswig-holsteinischen Gemeinde Felm (Kreis Rendsburg-Eckernförde) und ihrer Ortsteile aufgelistet (Stand: 14. April 2025).
Die Bodendenkmale sind in der Liste der Bodendenkmale in Felm aufgeführt.

## Legende
In den Spalten befinden sich folgende Informationen:
- Objekt-ID: die Nummer des Kulturdenkmales
- Lage: die Adresse des Kulturdenkmales und die geographischen Koordinaten. Kartenansicht, um Koordinaten zu setzen. In der Kartenansicht sind Kulturdenkmale ohne Koordinaten mit einem roten Marker dargestellt und können in der Karte gesetzt werden. Kulturdenkmale ohne Bild sind mit einem blauen Marker gekennzeichnet, Kulturdenkmale mit Bild mit einem grünen Marker.
- Offizielle Bezeichnung: Bezeichnung des Kulturdenkmales
- Beschreibung: die Beschreibung des Kulturdenkmales
- Bild: ein Bild des Kulturdenkmales

## Bauliche Anlagen
| Objekt-ID     | Lage                                     | Offizielle Bezeichnung        | Beschreibung | Bild |
| ------------- | ---------------------------------------- | ----------------------------- | --- | ---- |
| 8101 Wikidata | Gutsallee 2 (54° 23′ 1″ N, 10° 3′ 38″ O) | Gut Rathmannsdorf: Herrenhaus | Alteintragung (Aktualisierung vorgesehen) - Begründung: Alteintragung (Aktualisierung vorgesehen) - Schutzumfang: Alteintragung (Aktualisierung vorgesehen) - Denkmaltyp: Bauliche Anlage | BW   |

## Gründenkmale
| Objekt-ID      | Lage                                     | Offizielle Bezeichnung         | Beschreibung | Bild            |
| -------------- | ---------------------------------------- | ------------------------------ | --- | --------------- |
| 10931 Wikidata | Gutsallee (54° 23′ 5″ N, 10° 3′ 45″ O)   | Pflasterstraße mit Lindenallee | Alteintragung (Aktualisierung vorgesehen) - Begründung: geschichtlich, Kulturlandschaft prägend - Schutzumfang: gesamtes Objekt - Denkmaltyp: Gründenkmal                                                           | Fotos hochladen |
| 10916 Wikidata | Gutsallee 2 (54° 23′ 4″ N, 10° 3′ 40″ O) | Gut Rathmannsdorf: Park        | Alteintragung (Aktualisierung vorgesehen) - Begründung: geschichtlich, Kulturlandschaft prägend - Schutzumfang: Gut Rathmannsdorf: Park, Großer Teich, Kleiner Teich, Lindenreihe am Park - Denkmaltyp: Gründenkmal | BW              |

## Quelle
- Liste der Kulturdenkmale in Schleswig-Holstein – Kreis Rendsburg-Eckernförde

- Karte mit allen Koordinaten:
- OSM |
- WikiMap